# Сексуальна революція

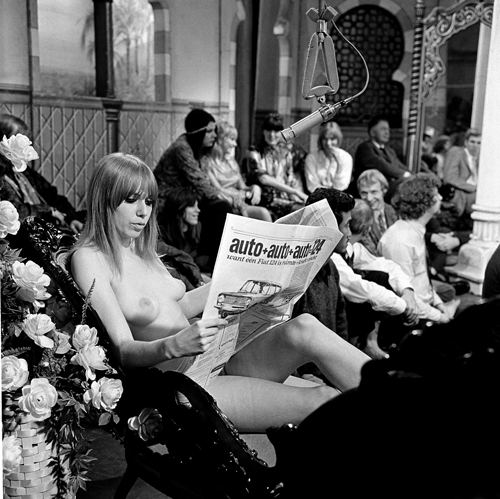
Кадр першої голої жінки Філ Блум на голландському телебаченні

Сексуальна революція (від лат. sexus — стать і революція) — комплекс складних і взаємопов'язаних змін у західних суспільствах, що охопили сфери статевої поведінки та гендерних відносин і відповідно відбилися на суспільній думці, моралі, кодексах поведінки; охопили сфери гуманітарних наук, медицини та акушерства; охопили сфери права, котрі регулюють сексуальні стосунки, аборти, шлюб, сімейні відносини та розлучення. Ці зміни часто також називають «сексуальним визволенням», оскільки сексуальність та гендер після неї стали значно більшою мірою особистою справою, ніж до неї. Часовий відтинок процесу у США — 1960–1980-ті роки, проте в інших країнах він відрізняється.

## Походження терміна
Термін використовувався принаймні з 1929 року, коли він з'явився у гумористичній книзі Дж. Тербера та Е. Вайта (англ. Thurber J., White E. B. Is Sex Necessary?: or Why You Feel The Way You Do).

## Предтечі сексуальної революції
Інколи говорять про першу сексуальну революцію, яка відбувалася або у період між 1870 та 1910 роками, або у 1890—1920 роках, або ж у 1910—1930 роках.
Дійсно, у період між 1870 та 1930 роками виявилася зростаюча тенденція до підвищення сексуальної інформованості суспільства, виникла сексологія і розпочався відкритий дискурс з приводу сексуальності. У цей час у Європі поширилась «Камасутра», виник психоаналіз, а Гевлок Елліс почав застосовувати наукові принципи до вивчення сексуальності; саме у цей час мав місце розвиток руху фемінізму, котрий призвів до зростання емансипації жінок та надання їм виборчого права, виник рух за сексуальні реформи (до якого навіть офіційно приєднався Радянський Союз). Проте, тиск вікторіанської моралі, здобуття жінками виборчого права у багатьох країнах Заходу, а у 1930—1940 роках — встановлення тоталітарних та авторитарних диктатур призвели до занепаду інтересу до сексуальних проблем, виключення можливості сексуальних реформ і повернення до консервативної моралі, а також відбулося збільшення способів регулювання сексуальної поведінки людини.
Окрім того, говорячи про сексуальну революцію 1920-х років у радянських республіках, австрійський постфройдист і соціаліст Вільгельм Райх зазначав, що радянське законодавство 1917—1921 років відповідало деяким вимогам природних сексуальних стосунків, однак сексуальна революція, що відбувалася у радянських республіках у 1920-ті роки, завершилася катастрофою, котра випливала з комплексу об'єктивних перепон, зокрема була зумовлена культурною відсталістю Росії, громадянською війною та голодом, стихійністю цієї революції, відсутністю вчення про неї, патріархальною асексуальністю широких мас та іншими чинниками. Радянська влада формально надала жінці всю повноту юридичних прав, однак, заборонила діяльність незалежних жіночих організацій; жінки отримали можливість набувати ряд професій, що традиційно вважалися чоловічими, — упритул до служби в армії, авіації, можливості бути водієм, і, звісно, отримали виборче право. При органах влади було створено жінвідділи, завдання яких полягало у тому, щоб перетворити жінок на армію робітниць і селянок, що мало наслідком зникнення особистості, нівелювання соціокультурних відмінностей між чоловіком та жінкою. Радянська рівність статей фактично передбачала підгонку жінок до традиційного чоловічого стандарту, своєрідну маскулінізацію жінки, — усі однаково працюють, готуються до праці та оборони, у суспільстві не існує і не може бути ніяких специфічних жіночих проблем тощо; відповідно радянський тілесний канон мав на меті максимально зменшити, нівелювати статеві ознаки. Виховання стало принципово асексуальним та святенницьким.
Загалом слід зазначити, що згадані зміни не охоплювали західні суспільства у цілому. По суті за масштабністю змін їх не можна вважати сексуальними революціями, вони охоплювали лише окремі сфери науки та права (часткова емансипація жінок, які отримали виборче право, але не змогли цілком отримати рівні економічні можливості з чоловіками), або ж були бічними тенденціями революцій соціально-політичних, що також охоплювали лише окремі суспільні сфери і не мали підтримки усього суспільства (радянська сексуальна революція).

## Передумови сексуальної революції 1960-1970-х років
Сексуальна революція 1960-1970-х років була природною складовою модернізації, що охопила західні суспільства починаючи з XVI століття. Її коріння можна вбачати вже у культурі Відродження (зокрема, у поширенні художнього зображення оголеного тіла); Просвітництва (у книжках маркіза де Сада; у спробах обґрунтувати рівноправність чоловіків і жінок Вольтером, Дені Дідро, Ш.-Л. Монтеск'є); у скандальних віршах та баладах А. Ч. Свінберна (англ. Algernon Charles Swinburne); а також у книжках XX століття — «Улісс» Дж. Джойса (англ. James Augustine Aloysius Joyce), «Коханець леді Четтерлей» Д. Х. Лоуренса (англ. David Herbert Lawrence), «Тропік Рака» Г. Міллера (англ. Henry Valentine Miller) тощо, у творчості деяких кінематографістів 1950-х років, перш за все Інгмара Бергмана (швед. Ernst Ingmar Bergman); у теоретичних працях В. Райха, Симони де Бовуар «Друга стать» (1949 рік) та ін.
Процес «розчаклунення світу» (Макс Вебер) та зменшенні ролі релігії, секуляризації суспільного життя, що розпочався у зв'язку з Реформацією, наприкінці XIX — у першій половині XX століття призвів до перенесення контролю за сексуальністю із галузей релігії та права до сфери медицини та психоаналізу.
Іншими передумовами сексуальної революції наприкінці XIX — у першій половині XX століття були такі чинники:
- зростання ролі науки як джерела знань про людину та її природу, зокрема — розвиток психології, антропології (Ф. Боас, М. Мід), соціології та сексології, наукові дослідження 1940-1950-х років, здійснені А. Кінсі (англ. Alfred Charles Kinsey) та Евелен Хукер (англ. Evelyn Hooker);
- розвиток медицини, охорони здоров'я та акушерства;
- поширення технологій, які дозволяли тиражувати та все більше удосконалювати предмети масового споживання, у тому числі й ті, які стосувалися статевої сфери;
- зростання відкритості суспільств та вільного поширення у них інформації, зокрема й у зв'язку із розвитком ЗМІ, перш за все — телебачення;
- поширення масової освіти та зростання рівня освіченості фахівців гуманітарної сфери;
- здійснення урядами цілеспрямованої демографічної політики;
- боротьба за зрівняння у правах різних соціальних груп та фактичну рівність членів націй;
- зростання економічної незалежності, професійної та культурної ролі жінок, що особливо було підштовхнуте браком чоловіків під час й одразу після Другої світової війни;
- розвиток у XIX столітті першої хвилі феміністичного руху як боротьби за рівноправність у шлюбі, можливість отримання освіти та вибору професії, а також за виборчі права жінок та їхню економічну самостійність у шлюбі;
- виникнення руху за сексуальні реформи, заснованого у 1924 році Маґнусом Гіршфельдом[7];
- розвиток масової культури;
- зростання соціального різноманіття, виокремлення у суспільствах спектру нових субкультур.

Вільгельм Райх, громадський діяч і вчений, що перебував на позиціях фрейдомарксизму, стверджував, що справжня пролетарська соціальна революція приречена на провал без революції сексуальної. У своїх працях у 1930-х — 1940-х роках він піддав критиці практику радянського і нацистського режимів щодо сексуальної сфери, розробив теорію сексуальної революції, постулював необхідність створення комплексу передумов і умов для сексуального щастя людей. Він заперечував засновану на примусі сексуальну мораль, критикував структуру патріархальної сім'ї (яка, як він зазначав, і так вже була підірваною), вимагав зміни патріархально-авторитарної форми сім'ї її «природною формою».
Констатувавши, що у західних суспільствах мається більше можливостей для розгортання сексуальної революції і що тут дедалі більше поширюється усвідомлення необхідності радикальної зміни устрою сексуального життя, а також покладаючи особливі надії на молоде покоління, він висунув ряд програмних позицій сексуальної революції:
- вільне обговорення сексуальних проблем;
- інтенсифікація освіти з приводу контролю за народжуваністю, вільне поширення контрацепції;
- дозвіл абортів;
- дозвіл розлучень;
- сексуальна освіта як засіб профілактики ІПСШ і сексуальних проблем;
- навчання сексуальній гігієні лікарів і вчителів;
- сексуальне виховання дітей;
- створення інститутів дослідження сексуальності, які б застосовували нові підходи до вивчення психології сексуальності;
- відмова від юридичного покарання злочинців, що скоїли злочини на сексуальному ґрунті, та перехід до лікування їх на основі психоаналізу[8].

По суті, у цій книзі він узагальнив ідеї, тенденції та настрої, які вже існували у сучасному йому суспільстві, хоча і витлумачив їх із позицій фрейдомарксизму.

## Сексуальна революція 1960-1970-х років
Процеси, які охопили західні суспільства з 1959 — початку 1960-х років, і справді були вибуховими, масовими, швидкими, охопили практично усі сфери суспільства, як це і буває під час революцій, і певною мірою реалізували ідеї В. Райха. У цей час відбулося «сексуальне звільнення» або навіть «звільнення тіла» (на противагу «поневоленню тіла» у попередні епохи історії Заходу), сексуальна поведінка і справді стала відповіднішою традиційній біологічній природі людини: відбулося звільнення від впливу асексуальності біблійної культури та з'явився цілий спектр норм та форм активності, більшість з яких у західній культурі й досі залишаються напрямками сексуальної поведінки. Відбулося звільнення тіла як жінки (від обов'язкових репродуктивних стосунків з чоловіком та його сексуального панування над тілом жінки), так і чоловіка (від традиційно маскулінних форм сексуальної поведінки, включаючи визнання нормальними суто репродуктивних гетеросексуальних відносин), людина змогла більш вільно розпоряджатися власним тілом у сексуальній та гендерній поведінці.
Найбільш значущі процеси трансформації у ході сексуальної революції перераховані нижче.
1. Збільшилась відкритість у суспільстві щодо сексуальності та тіла, ґрунтована, зокрема, на науковому вивченні сексуальної поведінки нормальної людини та поширенні сексуальної освіти.
Про сексуальність людини не тільки стали більше говорити, демонструвати її, але і вивчати — з 1960-х років розпочався бум сексологічних досліджень, які швидко і справді революційно змінили погляди на сексуальну поведінку людини. Саме у ці роки було опубліковано низку досліджень щодо сексуальної функції людини, які спричинили справжній переворот у підході до цієї проблеми. У цей період також виникла нова медична спеціальність — сексотерапія — котра досить успішно спромоглась лікувати окремі, але досить поширені, форми сексопатології та статевих розладів. Насолода для індивіда і його тіла перестала автоматично засуджуватись як аморальна. Дедалі більше стала поширюватись точка зору, що секс є однією із необхідних природних потреб людини, нарівні із тим, як дихання, їжа та ін. Відбулася моральна переоцінка відношення до сексу та поширились принаймні три точки зору на нього:
- моральними є будь-які форми добровільних сексуальних взаємодій між дорослими людьми за умови усамітнення;
- секс має бути схваленим, якщо він сприяє розвитку взаємостосунків, духовному зростанню та розвиткові особистості;
- щодо сексу не має бути абсолютних правил — рішення про сексуальну активність слід приймати, враховуючи усі особливості конкретної моральної ситуації («ситуативна етика»)[13].

Також на початку 1960-х років з'явилися перші досвіди статевого виховання у державних школах і коледжах, що викликало велику полеміку. Виникли організації, спрямовані на заохочення і підтримку освітніх програм щодо сексуальності.
Наприкінці 1960-х років виникли гендерні дослідження. Уявлення про соціальну стать (гендер) було відділено від уявлення про біологічну стать, було суттєво розширено знання та розуміння фемінності і маскулінності.
Змінилося на ліберальніше відношення до тілесної відкритості та оголеності, причому не тільки жінки, а і чоловіка; повне оголення стало допускатися у більшій кількості соціальних ситуацій. Відкритість щодо тілесного зображення людини обох статей у частково або повністю оголеному вигляді стала одним із поширених різновидів соціально допустимої зображувальної норми, при цьому зросла кількість допустимих з естетичної точки зору ситуацій такого зображення.
Серед інших наслідків зростання сексуальної свободи у суспільстві у цілому — те, що співжиття до шлюбу стало звичайним явищем; зросла варіативність позицій як при подружньому сексі, так і поза ним; суспільство терпиміше стало ставитися до позашлюбного сексу, особливо здійснюваного жінками; відношення до розлучень також змінилося на позитивніше; у суспільстві припинилася стигматизація і стали прийнятнішими дошлюбний секс, мастурбація, еротичні фантазії, використання порнографії.
2. Науково-технічний прогрес охопив сферу сексуальності: з'явилися протизаплідні таблетки, поширилися презервативи, акушерство стало ефективнішим, з'явилися нові способи запліднення.
Протизаплідні таблетки зробили статеві стосунки значно автономнішими щодо репродуктивної функції і дозволили мільйонам людей відноситися до сексу як до способу висловити свою любов до іншої людини, а не як до способу продовження роду, вони зробили жінок здатними більшою мірою контролювати свою долю. Окрім того, у гетеросексуальній активності зросла роль інших протизаплідних засобів, котрі дозволяють уникнути небажаної вагітності. Завдяки популяризації та широкому використанню протизаплідних засобів люди під час сексуальних зносин більшою мірою змогли самі свідомо обирати, чи повинні вони мати дітей. Причому використання протизаплідних засобів вплинуло не тільки на жінок — чоловіки також стали більше усвідомлювати власну відповідальність за небажані вагітності. Поширились купівля афродизіаків і різних секс-іграшок. З'явилися якісніші презервативи. Відбулися поліпшення у справі акушерства, що значно скоротило кількість жінок, які помирають під час пологів, і, таким чином, збільшило тривалість їхнього життя. Завдяки цьому зросла самостійність жінок. Вони більше не прагнули будь-що-будь вийти заміж, адже можна отримувати задоволення, не боячись завагітніти. Це також дало більшу свободу і чоловікам, однак, оскільки бажання народжувати дітей більшою мірою стало предметом особистого вибору, змінило демографічну поведінку населення у бік врахування економічних, психологічних та інших персональних факторів.
З іншого боку, поширились нові способи, що потенційно збільшують можливість запліднення, зокрема у разі безпліддя або неможливості з інших причин зачати дитину, — використання донорських яйцеклітин, штучне запліднення, сурогатне материнство і т. д. Медичний прогрес поліпшив лікування деяких захворювань, що передаються статевим шляхом, а також статевих дисфункцій для індивідів, яким раніше довелося відмовлятися від статевого життя взагалі.
3. Поширився протест молоді проти існуючого святенництва, який призвів до збільшення сексуальної розкутості та зростання свободи сексуальної поведінки.
Виникнення сексуальної революції часто пов'язують з рухом хіпі, котрі пропагували культ вільної любові, організовували так звані «комуни», в яких жили разом з іншими та мали вільні статеві стосунки. Дійсно, тріада «секс, наркотики та рок-н-рол» виразила провідні цінності та способи життя знаної частини молоді. Та, зрозуміло, звужувати процеси трансформації сексуальної та гендерної сфер до одного молодіжного руху, тим більше виключати розвиток науки та технологій, — помилково.
У 1960-1970-ті роках рух молоді поставив під сумнів норми, правила та рішення, які були традиційно встановлені без докладного пояснення та обґрунтування. Протест молоді вклав вагомий внесок у зміну суспільного відношення і моралі щодо сексу на вільніші, менш скуті суспільними нормами та догмами. Вона створила попит, завдяки якому у шістдесяті роки з'явилися бари з напівголими офіціантками, оголене тіло стало звичним для бродвейських шоу, суттєво зросла кількість жіночої та поширилась чоловіча порнографія, змінилися гендерний імідж та поведінка. Стали прийнятнішими нетрадиційні форми сексуальних зносин — жінка згори, кунілінгус, феляція та ін. Водночас відбулася помітна комерціалізація сексу, який став товаром та однією із форм задоволення і проведення вільного часу; зросла кількість безладних статевих зв'язків, а вірність в очах молоді стала виглядати старомодним забобоном. Відбулася докорінна зміна сексуальної поведінки частини молоді, яка мала вираз, зокрема, у тому, що вже не вважалося необхідним (і навіть розглядалося як небажане) збереження жінкою до вступу у шлюб незайманості.
4. Відбулася зміна гендерних ролей чоловіка та жінки, посилилась гендерна конвергенція.
Змінились традиційні уявлення про роль чоловіка як агресивного захисника і годувальника, а жінки як пасивної домогосподарки і служанки, соціальні гендерні ролі стали більше враховувати індивідуальні потреби кожної людини. Зміни створили для жінок і чоловіків більше свободи обирати спосіб життя, який відповідає їхнім прагненням. Було визнано, що жінки, як і чоловіки, можуть мати серйозні сексуальні почуття, і секс може мати важливе значення для їхнього життя, жінкам було дозволено бути ініціаторами сексуальної активності. Чоловікам же було дозволено розвивати м'якіші й емоційні аспекти своєї особистості, вони стали більше залучатися до домогосподарчих занять, а також змогли бути пасивнішими партнерами у сексуальних зносинах. Поширилось поєднання сумісного навчання й виховання хлопчиків та дівчаток і, врешті, статево диференційована соціалізація хоча і залишилася фактом суспільного життя, набула іншого виразу, ніж у попередню епоху.
Відбулися зміни у гендерних підходах щодо професійної активності, розпочаті першим поколінням феміністок. Сексуальна революція сприяла зростанню кількості жінок, котрі обіймають посади та отримують професії, що традиційно вважалися чоловічими (зокрема й у сфері політики). Це призвело до зростання економічної рівності чоловіка та жінки.
Відбулося зближення гендерної естетики та поведінки: чоловіче тіло стало якщо не на рівні з жіночим, то все ж частіше розглядатися як еротичний та естетичний об'єкт; чоловік став більше уваги приділяти власній зовнішності, тілу, одягу, здоров'ю, було подолано «сірість» чоловічого вбрання попередніх епох, поширилися журнали чоловічої естетики та чоловіча косметика. Імідж чоловіків та жінок почали зближуватись та набувати більш схожого вигляду, зблизились колористика та стиль одягу. Також була здійснена теоретична та естетична критика фалоцентризму патріархального та модерного суспільств.
5. Відбулося відродження фемінізму у формі боротьби за рівні соціальні можливості із чоловіками.

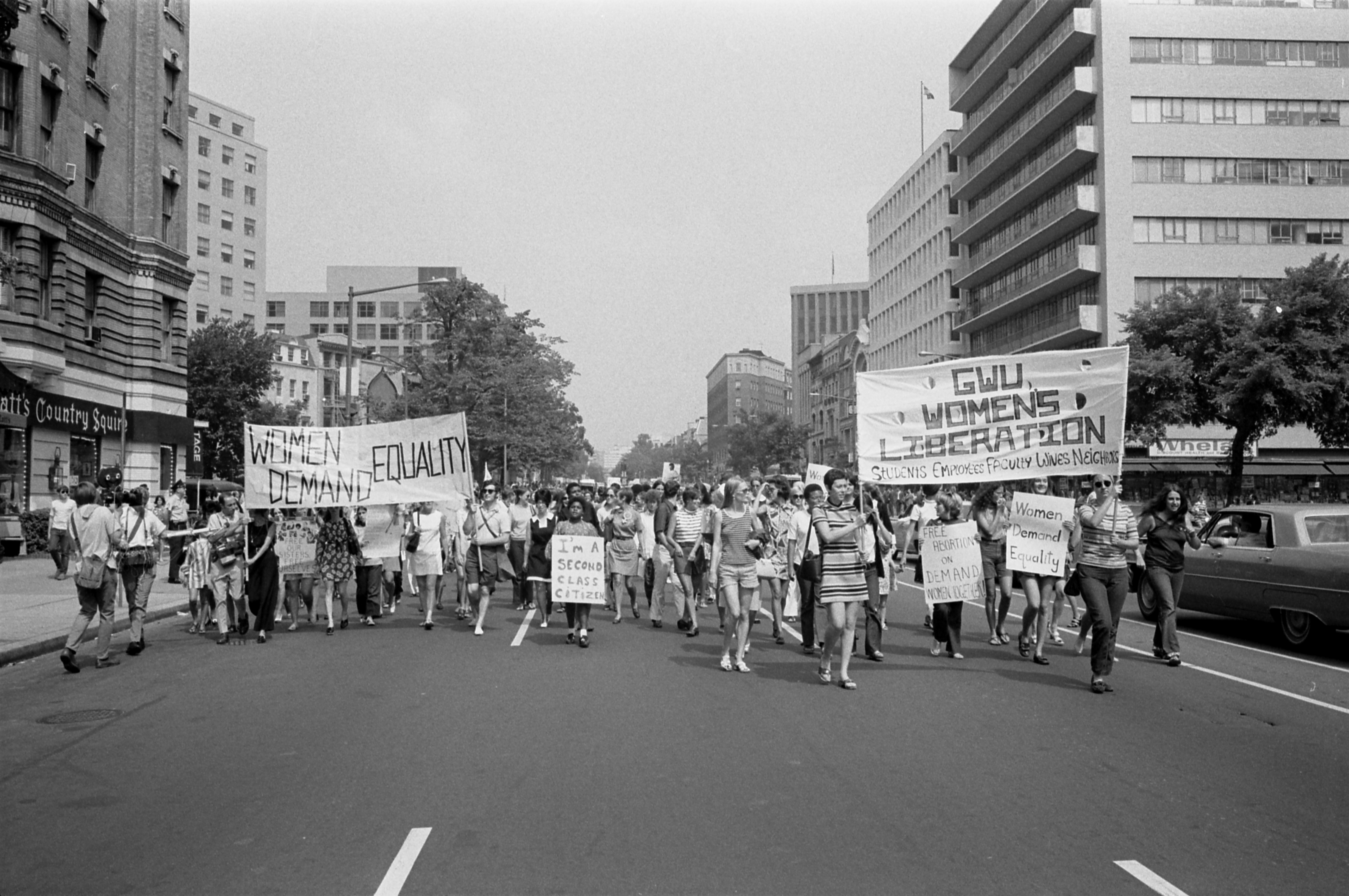
Феміністський марш у Вашингтоні, 1970 рік

Сексуальна революція 1960-1970-х років була більшою мірою жіночою революцією, причому боротьба за рівноправ'я стосувалася не тільки рівноправ'я під час зносин, але і рівноправ'я гендерних ролей, що стимулювало розвиток жіночої свідомості та естетичного переосмислення багатьох життєвих ситуацій. На цьому ґрунті відбулося відродження феміністичного руху (т. зв. друга хвиля фемінізму), яке було спрямоване не стільки на захист прав жінок, скільки на ліквідацію дискримінації жінок у різних сферах — не тільки у сфері приватного життя, материнства, подружжя, сексуальності, а й у сфері праці, зайнятості, зарплат, посад, кар'єри та ін. Поширились терміни «жіноче визволення» і «сексизм». Загалом у 1960-ті — 1990-ті роки відбулася найсуттєвіша зміна ролі жінки у західних суспільствах, вона отримала значно більшу можливість робити кар'єру, майже на рівні чоловіків. Так, вже у 1990 році у США працювало більше половини всіх жінок.
6. Зменшилась роль сім'ї, поширились нові форми шлюбу.
Партнерські відносини між чоловіками та жінками стали рівноправнішими. Поширились нові форми шлюбної поведінки серед гетеросексуалів: фактичний шлюб (співжиття чоловіка та жінки поза шлюбом); тріада (у шлюбі беруть участь один чоловік та дві жінки, рідше — два чоловіка та одна жінка); груповий шлюб (у шлюбі беруть участь чотири особи чи більше, при цьому кожен щиро вважає, що перебуває у шлюбі із кожним іншим членом групи). Була розроблена теорія відкритого шлюбу, протиставленого традиційному як гнучкіша форма взаємовідносин між подружжям, завдяки чому обидва партнери сприяють реалізації та розвитку як власних устремлінь, так і устремлінь партнера. Поширився свінінг — обмін партнерами між двома подружжями.
7. Розпочалась правова революція у відношенні до сексуальності та гендерної сфери.
Розвинулась полеміка з приводу абортів між прихильниками збереження життя та вільного вибору матері, яка має право на аборт, оскільки має право вільно розпоряджатись власним тілом. Розпочалась хвиля легалізації абортів (1967 рік — у Великій Британії, за обмежених причин; у 1986 році у США і т. д.). Дедалі більше впроваджується законодавство, що забороняє дискримінацію жінок. У результаті жінка користується такими ж громадянськими правами, як і чоловік. Сексуальна агресивність більше не визнається як ознака мужності, а зґвалтування — як прояв «сексуальної жаги» чоловіка до жінки, жінка позбавляється комплексу «жертви».
8. Розпочалися зростання суспільної толерантності щодо гомосексуалів і поширення руху за їхні права.
У суспільній думці дедалі більше поширюється точка зору на гомосексуальні стосунки як різновид нормальної сексуальної поведінки (чому сприяли соціологічні дослідження Кінсі, ряду антропологів, сексологів і соціологів). Наукові дослідження довели, що гомосексуальність є різновидом норми (як біологічної, так і соціальної), а її стигматизація є результатом збігу історичних обставин, тому необхідні як повна декриміналізація добровільних гомосексуальних зносин, так і повне інформування суспільства щодо гомосексуальності, а також дотримання щодо гомосексуалів тих же самих прав, як і щодо гетеросексуалів. Наукові дослідження 1940-х — 1960-х років, зокрема, спричинили виключення у 1974 році Американською психіатричною асоціацією гомосексуальності з переліку психіатричних розладів та сприяли посиленню розвитку руху геїв і лесбійок за власні права. У перспективі поставлено завдання формування у суспільства байдужого ставлення до гомосексуальної орієнтації як одного з різновидів норми.
Загалом сексуальна революція порушила, хоча і не подолала, засновану на сексизмі, гетероцентризмі та асексуальності патріархальну культуру, що панувала на Заході протягом майже двох тисяч років.

## Вплив сексуальної революції на подальший розвиток західних суспільств
Вважається, що сексуальна революція захлинулась унаслідок поширення епідемій хвороб, що передаються статевим шляхом: гонореї (досягла масштабу епідемії у США у 1980 році), генітального герпесу (невиліковна, але не смертельна хвороба, пік епідемії — початок 1980-х років). Найбільшу ж загрозу становило поширення серед геїв у 1980-ті роки СНІДу. Хвороби найбільше вдарили по культу «вільної любові» та поширенню безладних статевих зносин. Проте, з ростом інформованості та страху перед ВІЛ і СНІДом зросли рівень інформованості про сексуальність, а також роль особистого вибору способу сексуальних зносин з огляду на турботу і захист себе та партнера.
Однак, у сфері науки, права, контрацепції, абортів та гендерних відносин ніяких загроз не з'явилося. Після сексуальної революції дедалі більше значення відіграє збільшення інформації і наукових даних про людську сексуальність. Триває започаткована революцією тенденція до суспільного прийняття принципів і цінностей, які підтримують права людини на сексуальну свободу і самовираження. Поглиблюється і гендерна конвергенція, зокрема в іміджі вона відбувається періодичними хвилями — залежно від моди певного часу (від декількох до десяти років), але загалом все більше осіб використовують іміджеві ознаки, що традиційно приписувались протилежній статі (довге волосся, сережки — у чоловіків; штани, джинси та коротка зачіска — у жінок і т. д.). Дедалі більше стираються грані між устремліннями чоловіків та жінок у таких сферах життя, як спорт, освіта чи службова кар'єра.
Вважається, що сексуальна революція призвела до зниження народжуваності. Проте, механізми такого падіння, очевидно, не залежать лінійно від сексуальної революції — з другої половини 1960-х років на Заході спостерігалося глибше падіння народжуваності, яке було пов'язане з внутрішньосімейними обмеженнями, а не зі зменшенням кількості шлюбів та іншими структурними чинниками. Крім того, як відомо, її падіння охопило і країни, які не зазнали сексуальної революції, як СРСР та країни «соціалістичної демократії». Зниження народжуваності було природною відповіддю на загальну і послідовну модернізацію суспільства в усіх сферах, зокрема й у сфері особистого вибору мати чи не мати дітей з економічних або інших причин, а також відображало другий демографічний перехід, який роблять країни у процесі модернізації.
Принаймні п'ять інших наслідків сексуальної революції вплинули на зміни народжуваності та характеру відтворення суспільств:
- зміна шлюбної поведінки, зокрема — поширення юридично неоформлених способів співжиття та альтернативних форм шлюбу;
- перехід від дітоцентристської моделі сім'ї до індивідуалістичної пари партнерів, що часто мають одну дитину;
- перехід від превентивної контрацепції, призначеної для запобігання народженню ранніх дітей, до свідомого планування народження кожної дитини;
- перехід від уніфікованої моделі до плюралістичних моделей сім'ї;
- продовження поширення сексуального виховання у державних школах, коледжах, професійних навчальних закладах і навіть релігійних сектах у всьому світі.

Цьому сприяли не тільки переоцінка шлюбної поведінки, але і доступність нових, високоефективних засобів контрацепції, збільшення доступності абортів і стерилізації.
Водночас грамотна демографічна політика у ряді сучасних країн Заходу дозволяє добитися збільшення народжуваності в умовах збереження провідних цінностей сексуальної революції.
Продовжились важливі зміни у статусі жінки. У західних суспільствах зникла більшість структурних бар'єрів, що перешкоджали розвитку й кар'єрному успіху жінок. Це призвело до припливу жінок у більшість галузей, що колись були виключно чоловічими, — все більше їх стало займати керівні посади у корпораціях, у політиці (упритул до голів держав — першою жінкою-президентом була Ісабель Мартінес де Перон (президент Аргентини у 1974—1976 роках), після обрання прем'єр-міністром Великої Британії Маргарет Тетчер у 1979 році розпочалась низка жіночих президентств та прем'єрств, (див. статтю Список жінок-глав держав та урядів), а також у науці, мистецтві і навіть армії.
Загалом дедалі очевиднішим стає, що суспільству необхідні нові моральні принципи, які б, з одного боку, враховували більшість набутків сексуальної революції (від яких західні суспільства не збираються відмовлятись) і водночас які б базувалися на усвідомленні індивідами наслідків власної сексуальної активності у всіх її проявах (подружні відносини та позашлюбний секс, бажання або небажання мати дітей, небажання передати хворобу, вплив на емоційну сферу та ін.).
Деякі передумови для цього з'явилися. Секс, як і раніше, вважається природною частиною життя людини, у тому числі до шлюбу, але при цьому безладні статеві стосунки у 1980-1990-х роках змінилися відносно тривалими періодами моногамних відносин, стали практикуватись захищеніші форми сексу. Загроза зараження партнера ВІЛ вимагає більшої інтимності та обопільної відкритості.
З іншого боку, з 1990-х років спостерігалося зростання активності консервативних релігійних та суспільних рухів, яке призвело до посилення пропагування традиційних цінностей моногамної сім'ї та гетеросексуального шлюбу. Однак, тепер вони виступають вже як одна з декількох моделей, призначених для особистого вибору, і якщо його здійснено у бік традиційних цінностей, він стає персонально осмисленішим, ніж у випадку всезагального примусу.
Через загрозу епідемій та підліткової вагітності почало поширюватись статеве виховання у навчальних закладах, і на сьогодні підлітки та юнаки й дівчата у західних країнах отримують більше об'єктивних та кваліфікованих знань про сексуальність людини, часто до сексуальної активності готують ще у дитячому віці.
Найсуттєвіші і досить позитивні наслідки сексуальна революція, а також епідемія СНІДу, мала для гомосексуалів. Стало зрозуміло, що задля запобігання поширенню епідемії у суспільстві має відбуватись відкритий обмін інформацією, якого неможливо досягнути, якщо гомосексуальна поведінка розглядається як щось приховане та замовчуване для суспільства, а оскільки така поведінка, досить поширена (що довели соціологічні дослідження 1940-х — 1970-х років), у разі стигматизації та кримінального переслідування вона стане джерелом некерованого розповсюдження СНІДу. Безладна сексуальна активність унаслідок загрози хвороб суттєво знизилась спочатку саме серед геїв. Також епідемія СНІДу сприяла посиленню боротьби геїв за свої громадянські права, зростанню до них суспільної уваги, а головне — поширенню декриміналізації гомосексуальної поведінки серед країн світу — частково унаслідок боротьби за права, частково тому, що за відсутності загрози кримінального переслідування значно ефективніше можна контролювати поширення ВІЛ серед гомосексуальної популяції.
Загалом головні набутки сексуальної революції у західних суспільствах залишилися:
- підлітки прилучаються до сексу дедалі у більш ранньому віці, ніж у поколінь до 1960-х років;
- досить поширене позитивне ставлення до першого факту сексуальних зносин, який не пов'язаний із пошуком супутника життя;
- прогресує гендерна конвергенція — зближення іміджу, сексуальної та соціальної поведінки обох статей;
- вступ у шлюб відбувається у пізнішому віці у порівнянні з часами до 1960-х років;
- позашлюбні відносини для жінок допускаються такою ж мірою, як і для чоловіків;
- поширюється громадське визнання неформальних шлюбів (причому як різно-, так і одностатевих);
- залишається збільшений у порівнянні з часами до 1960-х років відсоток розлучень та повторних шлюбів;
- залишаються розповсюдженими нетрадиційні форми шлюбу;
- залишається більший у порівнянні з часами до 1960-х років відсоток створення добровільних шлюбних пар з суттєво різним віком партнерів.

Також сексуальна революція започаткувала й інші тенденції, що по-суті продовжують її традиції. Це не тільки субкультура хіпі, відкритість оголеного тіла, відкрите поширення порнографії, популярність сексуальних мотивів у масовій культурі та подібне — продовжують обговорюватися проблеми абортів, нетрадиційних способів запліднення, здійснюється політика, спрямована, на досягнення гендерної рівності, розгортається третя хвиля феміністичного руху, який вже охоплює країни третього світу, розвиваються сексологія, медицина, протизаплідна фармакологія, акушерство. Сексуальність людини стає все політизованішою — політики організовують кампанії та боротьбу з приводу таких питань, як аборт, статеве виховання, дитяча порнографія, права сексуальних меншин, доступ до протизаплідних засобів, сексуальні теми на телебаченні та в Інтернеті.
Сексуальна революція на Заході як масовий рух завершилась, однак її результати тепер впроваджуються у суспільства реформістським шляхом.
Одним із найрадикальніших результатів сексуальної революції є процеси, що змінили відношення більшості західних суспільств щодо гомосексуальних стосунків. З 1989 року (року прийняття на державному рівні першого закону про одностатеві союзи у Данії) у західних країнах відбувається «парад» прийняття законів про одностатеві шлюби або прирівняні до них союзи, а також законів, якими гарантовано захист громадян від порушення їхніх прав на підставі сексуальної орієнтації.
Загалом слід зазначити, що чи не головним наслідком сексуальної революції є те, що у наш час немає жодного домінуючого набору соціальних поглядів, що стосуються людської сексуальності. Немає чітко визначених суспільних чи культурних сексуальних норм, західна культура продовжує посилати суперечливі сигнали сексуальних дозволів і обмежень, які підлягають певною мірою досить вільному індивідуальному виборові. Причому ця тенденція стає все типовішою в усьому світі. Проте, ясно також, що багато старих правил щодо сексу більше не застосовуються, і загальною точкою зору дедалі більше стає позиція, що кожна людина повинна мати можливість вільно користуватися своїм сексуальним потягом, за умови, що інші люди не страждають від сексуальної експлуатації або змушені брати участь у сексуальних зносинах без їхньої згоди.
Загалом з приводу оцінки результатів сексуальної революції сформувався спектр оцінок, серед яких дві найбільш протилежні такі:
- позиція супротивників повної секуляризації суспільства та суто державного контролю за сексуальною поведінкою, а також супротивників морального релятивізму, зумовленого радикальним гуманізмом, котрий сприяє виокремленню особистих ціннісних поглядів;
- позиція супротивників нетерпимості, нетолерантності суспільства, сповзання його до авторитаризму або тоталітаризму, зміщення суспільної моралі на релігійні точки зору[29].

## Сексуальна революція й Україна
Сексуальна революція в Україні мала обмежений вплив. З одного боку, коли на Заході відбувалась сексуальна революція, Україна перебувала під залізною завісою, тому її вплив на суспільство був мінімальним. Це мало вираз переважно у запозиченні окремими представниками молоді великих міст елементів іміджу хіпі — одягу та зачісок, однак мало торкнулося їхньої сексуальної поведінки. У 1970-х роках з'явилися перші справжні хіпі. Наприкінці 1970-х та у 1980-х роках її вплив збільшився, але залишився поверхневим: серед поведінки молоді стали виразними елементи протесту, розпочалося відокремлення андеграундних молодіжних субкультур — з'явилися панки, металісти, байкери та деякі інші, помітнішою стала гомосексуальна субкультура, яка почала формуватись ще у 1970-ті роки. Однак, все це були поверхневі процеси, які переважно не набирали сутнісних ознак західної сексуальної революції, були локалізовані у великих містах серед незначної частини молоді, в Україні ніякого масового руху не було. Єдиною масовою ознакою, що була характерна принаймні для великих міст України у другій половині 1980-х років, було перейняття з Заходу чоловіками зачісок та носіння сережок, що порушували традиційні гендерні норми і стереотипи. Також у цей час почали поширюватись нові контрацептиви, і тільки зі зростанням гласності ставали відомими сутнісні ознаки сексуальної революції на Заході, які, втім, не викликали якогось масового ажіотажу.
Утім, деякі поведінкові, технологічні та наукові елементи західної сексуальної революції 1960–1970-х років почали поширюватись у великих містах України з 1987—1988 років фрагментарно й еволюційним шляхом, охопивши спочатку сфери молодіжних субкультур та медицини, поширились нудизм, комерційний секс, порнографія, інші еротичні елементи масової культури, співжиття до шлюбу, терпимість до позашлюбного сексу та деякі інші елементи сексуальної терпимості; а, крім того, стала відкрито поширюватись об'єктивна інформація про гомосексуальність і певною мірою зросла толерантність до гомосексуалів — 1989 року розпочався організований український феміністичний рух, у 1991 році було скасовано кримінальне покарання за гомосексуальність, у 1993—1995 роках розпочалися перші спроби організації українського ЛГБТ-руху.
Серед причин помірності та обмеження впливу сексуальної революції 1960-1970-х років в Україні слід відзначити наявність набутків радянської «сексуальної революції», які стосувалися статусу жінки. Її головні результати — зрівняння соціального статусу чоловіка і жінки, зменшення ролі сім'ї як економічно самостійного соціального осередку, однак не завдяки зростанню економічної самостійності чоловіка та жінки, а завдяки економічній несамостійності усіх її членів, соціальній «рівності у бідності». Серед інших причин слід враховувати, що в українському суспільстві жінка традиційно мала рівні права із чоловіком.
Наслідки революції приходять в Україну з постіндустріальних країн — це відверті наряди та зачіски, моделі поведінки, представлені у кінофільмах, порнографія. Але українське суспільство поки що сильно відрізняється від постіндустріального, що проявляється, перш за все, у ставленні до людей гомосексуальної орієнтації, що спричинило, зокрема в останні роки, непропорційно більше зростання, ніж гомосексуальний рух — антигомосексуального руху. Останнім часом поглиблення трансформації України у сексуальній сфері зустрічає великий спротив з боку праворадикальних, консервативних та клерикальних організацій і навіть держави — наприклад, повна законодавча заборона порнографії суперечить принципу вільного вибору дорослої людини у демократичному суспільстві.